# Seramil
Seramil is een plaats (freguesia) in de Portugese gemeente Amares en telt 223 inwoners (2001).

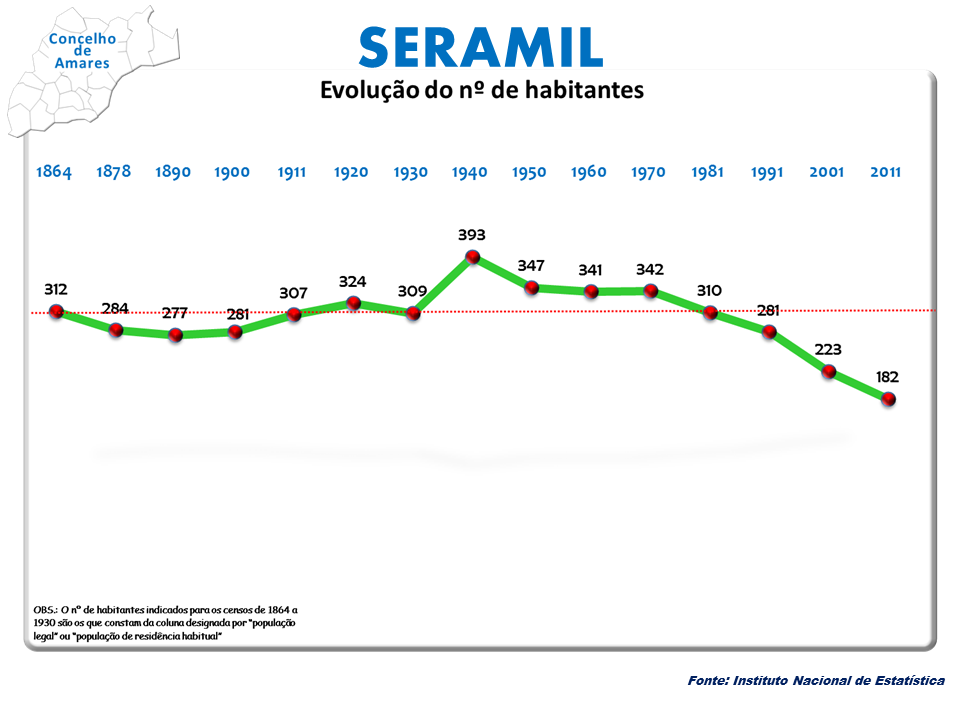
Bevolkingsontwikkeling tussen 1864 en 2011